# Cmentarz ewangelicki w Oldrzychowicach
Cmentarz ewangelicki w Oldrzychowicach – cmentarz w Trzyńcu, w dzielnicy Oldrzychowice, w kraju morawsko-śląskim w Czechach.

## Historia
Cmentarz ewangelicki w Oldrzychowicach według relacji kronikarza i księdza Vlastimila Ciesara został założony w 1785 roku. W 1804 roku wybudowano tutaj kostnicę, a w 1886 roku – obecną kaplicę cmentarną. Odbywały się tutaj pochówki osób wyznania ewangelickiego, katolikom służył cmentarz przy kościele Bożego Ciała w Gutach. W 1946 roku zarząd nad cmentarzem zaczęła sprawować oldrzychowicka Rada Narodowa, a od 1 stycznia 1980 roku, kiedy dawna wieś stała się częścią Tryńca, nadzorem nad nekropolią zajmuje się miasto.
Remonty kaplicy odbywały się w latach dwudziestych XX wieku, w 1953 oraz 2014 roku.
Obecnie cmentarz służy wszystkim mieszkańcom miasta, bez podziału wyznaniowego.